# Oenosaurus
Oenosaurus — викопний рід дзьобоголових. Існували на території Німеччини за пізнього юрського періоду (титонський вік).

## Історія вивчення
Голотип, що складається з частково збереженого черепа й цілісних нижніх щелеп, було знайдено в нижньотитонських покладах формації Мернсгайм в Мюльгаймі поблизу Мернсгайму, центральна Баварія.
Rauhut et al. (2012) вважали Oenosaurus прогресивним дзьобоголовим, належним до родини Sphenodontidae, можливо навіть членом Sphenodontinae. Автори дослідження взаємозв‘язків дзьобоголових 2020 року натомість розмістили його в складі пізньоюрської родини Sapheosauridae. Будова зубів доволі подібна між цим таксоном і Sapheosaurus і може бути апоморфією родини.

## Опис
Череп міцно збудований, ширина вища за довжину (24.3 мм й 28 мм, відповідно), трикутний в плані. Очні ямки великі, розташовані над верхньощелепними зубами. Найпримітніша особливість тварини - будова зубів. Oenosaurus мав численні надзвичайно дрібні зуби олівцеподібної форми, що утворювали великі зубні батареї розташовані на верхньощелепних та зубних кістках. Емаль відсутня, проте дентинові трубки, що утворюють батареї, щільно зцементовано при верхівці. Центральна частина зубної батареї розміщується в широкому заглибленні з дорсальної сторони нижньої щелепи, проте насправді їхнє кріплення акродонтне, а не текодонтне.

## Палеобіологія
Oenosaurus міг хижаком спеціалізованим на твердій здобичі, на що вказують зміцнення піднебіння й широкі, позбавлені емалі зубні батареї. Оскільки тварину відомо тільки з решток черепа, те, наскільки пристосованою вона була до пересування у воді не з‘ясовано. Якщо Oenosaurus проводив значну кількість часу у воді, його раціон могли складати молюски й ракоподібні, а якщо він був виключно сухопутною твариною, то міг харчуватися равликами й комахами з твердим панцирем.